# Cavansit
Cavansit ist ein selten vorkommendes Mineral aus der Mineralklasse der „Silikate und Germanate“. Es kristallisiert im Orthorhombischen Kristallsystem mit der chemischen Zusammensetzung Ca[V4+O|Si4O10] · 4H2O, ist also ein Calcium-Vanadium-Schichtsilikat.
Cavansit ist durchsichtig und entwickelt lange, prismatische bis nadelige Kristalle, aber auch radialstrahlige Mineral-Aggregate von blauer bis grünlichblauer Farbe mit Glasglanz auf den Oberflächen.

## Etymologie und Geschichte
Der Name Cavansit ist ein Kunstwort, bestehend aus den Abkürzungen der im Mineral enthaltenen Haupt-Elemente Calcium (Ca), Vanadium (V, van) und Silicium (Si) und dem angehängten 't' nach dem griechischen Wort lithos für Stein.
Erstmals entdeckt wurde Cavansit im Herbst 1960 von Herrn und Frau Leslie Perrigo. Diese fanden an einer großen Felswand nahe der Owyhee-Talsperre in Oregon ein blaues Mineral und sammelten zusammen mit Herrn und Frau Frank Zimmerman einige Proben ein und übergaben sie Dr. Paul Desautels vom United States National Museum, der erkannte, dass es sich möglicherweise um ein neues Mineral handeln könnte.
Drei Jahre später entdeckte der Amateurmineraloge und Sammler John Cowles (1907–1985) ein ähnlich aussehendes, blaues Mineral im Steinbruch „Charles W. Chapman“ bei Goble etwa 350 Meilen nordwestlich der Owyhee-Talsperre und zeigte es Lloyd W. Staples mit der Bitte, das Mineral zu identifizieren. Staples analysierte es zusammen mit Howard T. Evans (Jr.) und James R. Lindsay und erkannte einerseits, dass es mit dem Material von der Owyhee-Talsperre identisch und eine bisher unbekannte Mineralart war. Während der kristallographischen Analyse fielen bei einer Probe von der Owyhee-Talsperre einige Kristallzwillinge auf, die dem Cavansit zwar in Aussehen und physikalischen Eigenschaften ähnelten und auch dieselbe chemische Zusammensetzung hatten. Die Kristalle unterschieden sich jedoch in der Struktur der Silikatschichten vom Cavansit. Staples, Evans und Lindsay nannten dieses ebenfalls neue Mineral Pentagonit in Anlehnung an dessen charakteristischen, fünfeckigen Kristallzwillinge.
Da eine Benennung das Minerals nach Cowles aufgrund unglücklicher Umstände nicht zustande kam, wurde später zur Entschädigung das Mineral Cowlesit nach ihm benannt.

## Klassifikation
Bereits in der mittlerweile veralteten, aber noch gebräuchlichen 8. Auflage der Mineralsystematik nach Strunz gehörte der Cavansit zur Mineralklasse der „Silikate und Germanate“ und dort zur Abteilung der „Schichtsilikate (Phyllosilikate)“, wo er zusammen mit Pentagonit die unbenannte Gruppe VIII/H.36 bildete.
Die seit 2001 gültige und von der International Mineralogical Association (IMA) verwendete 9. Auflage der Strunz’schen Mineralsystematik ordnet den Cavansit ebenfalls in die Klasse der „Silikate und Germanate“ und dort in die Abteilung der „Schichtsilikate (Phyllosilikate)“ ein. Diese Abteilung ist allerdings weiter unterteilt nach der Struktur der Schichten, so dass das Mineral entsprechend seinem Aufbau in der Unterabteilung „Einfache Tetraedernetze mit 4, 5, (6) und 8 beteiligten Ringen“ zu finden ist, wo es als einziges Mitglied die unbenannte Gruppe 9.EA.50 bildet.
Auch die vorwiegend im englischen Sprachraum gebräuchliche Systematik der Minerale nach Dana ordnet den Cavansit in die Klasse der „Silikate und Germanate“, dort allerdings in die bereits feiner unterteilte Abteilung der „Schichtsilikate: Modulierte Lagen“ ein. Hier ist er zusammen mit Pentagonit in der Gruppe der „Vanadium-Schichtsilikate“ mit der System-Nr. 74.03.07 innerhalb der Unterabteilung „Schichtsilikate: Modulierte Lagen mit verbundenen Streifen“ zu finden.

## Modifikationen und Varietäten
Die Verbindung Ca[V4+O|Si4O10] · 4H2O ist dimorph und kommt in der Natur neben dem orthorhombisch kristallisierenden Cavansit noch als ebenfalls orthorhombisch, aber in einer anderen Raumgruppe kristallisierenden Pentagonit vor.

## Bildung und Fundorte

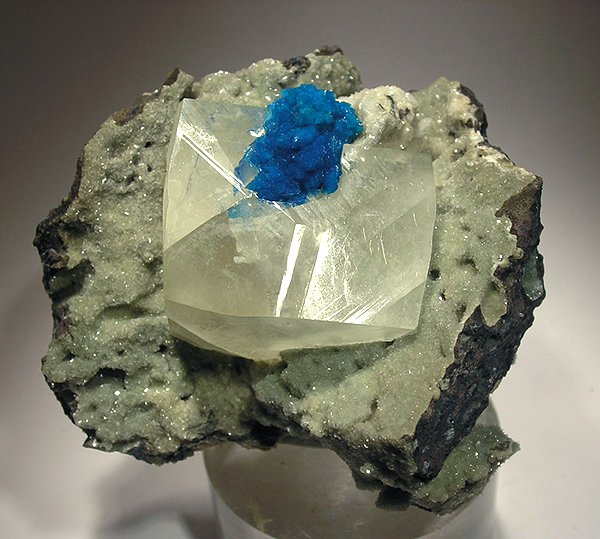
Cavansit, teilweise in Calcit eingewachsen aus dem Steinbruch Wagholi, Poonah, Maharashtra, Indien (Größe: 7,5 × 5,5 × 5,5 cm)

Cavansit bildet sich vor allem hydrothermal in Hohlräumen von Vulkangesteinen wie Basalt und Tuff. Als Begleitminerale treten unter anderem Analcim, Apophyllit, Calcit, Chalkosin, Heulandit, gediegen Kupfer, Mordenit, Pentagonit, Stilbit und Thomsonit auf.
Als seltene Mineralbildung konnte Cavansit bisher nur an wenigen Fundorten nachgewiesen, wobei bisher (Stand: 2012) 13 Fundorte als bekannt gelten.
Bekannt aufgrund außergewöhnlicher Cavansitfunde sind vor allem die Zeolith-Steinbrüche im Distrikt Pune (früher anglisierend Poona(h)) im indischen Bundesstaat Maharashtra, wo radialstrahlige Aggregate von bis zu drei Zentimeter Durchmesser gefunden wurden.
Neben seiner Typlokalität Owyhee-Talsperre und dem einzigen weiteren bekannten Fundort Goble im US-Bundesstaat Oregon trat das Mineral unter anderem noch im Steinbruch Municipal bei Morro Reuter in Brasilien und bei Aranga im Kaipara District in Neuseeland auf.

## Kristallstruktur
Cavansit kristallisiert orthorhombisch in der Raumgruppe Pcmn (Raumgruppen-Nr. 62, Stellung 4) mit den Gitterparametern a = 9,79 Å; b = 13,64 Å und c = 9,63 Å sowie 4 Formeleinheiten pro Elementarzelle.

## Verwendung
Cavansit hat keinerlei technisch-wirtschaftliche Bedeutung. Nur unter Sammlern erfreut es sich seines strahlend blauen Glanzes wegen großer Beliebtheit.